# Holland, 1945
Holland, 1945 is een single van de Amerikaanse indierockgroep Neutral Milk Hotel uit 1998. Het is de enige single van het album In the aeroplane over the sea dat hetzelfde jaar verscheen.

## Achtergrond
Holland, 1945 was een van de laatste nummers die Jeff Mangum voor het album schreef. Het lied werd geschreven in 1997 en was aanvankelijk titelloos. Mangum twijfelde tussen de titels Holland en 1945, waarop artdirector Chris Bilheimer een combinatie van de twee titels voorstelde. De single werd uitgegeven door Blue Rose Records op 13 oktober 1998. Op de B-kant staat een liveopname van het nummer Engine, opgenomen in een Londens metrostation onder Piccadilly Circus.
Het lied is een energiek folkpunknummer met een dikke laag fuzz en een prominente blazerssectie. In de tekst betreurt Mangum het lot van zijn muze Anne Frank. In de slotzin wordt gesproken van "witte rozen". Hoewel dit een logische verwijzing zou kunnen zijn naar de Weiße Rose, een Duitse verzetsgroep in de Tweede Wereldoorlog, heeft Mangum aangegeven dat hij toentertijd nog nooit van de beweging had gehoord.

## Erkenning
Holland, 1945 werd in 2010 door Pitchfork verkozen tot op 6 na beste nummer van de jaren 90. Het lied was op 18 december 2014 te horen als het aftitelingsnummer van de laatste uitzending van The Colbert Report.

## Nummers
Alle muziek en teksten zijn geschreven door Jeff Mangum. 
| Nr. | Titel         | Duur |
| --- | ------------- | ---- |
| 1.  | Holland, 1945 | 3:13 |

| Nr. | Titel  | Duur |
| --- | ------ | ---- |
| 2.  | Engine | 3:25 |

## Bezetting[8]
- Jeff Mangum – ontwerp, gitaar, basgitaar (gebogen fuzzbas), stem
- Jeremy Barnes – drumstel, orgel
- Julian Koster – zingende zaag
- Scott Spillane – trompet, eufonium
- Robert Schneider – productie (A-kant)
- Laura Carter – ontwerp, productie (B-kant)
- Isaac McCalla – master (A-kant)
- Mr. Murdoch – hoes